# Nuoto ai XIX Giochi del Mediterraneo - 200 metri stile libero maschili
La gara dei 200 metri stile libero maschili ai XIX Giochi del Mediterraneo si è svolta il 5 luglio 2022. Al mattino si sono svolte le batterie, mentre la finale si è disputata nel pomeriggio.

## Podio
| Pos. | Atleta           | Nazione |
| ---- | ---------------- | ------- |
|      | Filippo Megli    | Italia  |
|      | Dimitrios Markos | Grecia  |
|      | Luis Domínguez   | Spagna  |

## Record
Prima della manifestazione il record del mondo (RM) e il record dei Giochi del Mediterraneo (RG) erano i seguenti.
|  | 1'42"00 | Paul Biedermann  | 28 luglio 2009 Roma    |
|  | 1'46"44 | Oussama Mellouli | 30 giugno 2009 Pescara |

Durante la competizione non sono stati migliorati record.

## Risultati

### Batterie
| Pos. | Batteria | Corsia | Atleta                   | Nazionalità | Tempo       | Note |
| ---- | -------- | ------ | ------------------------ | ----------- | ----------- | ---- |
| 1    | 3        | 5      | Filippo Megli            | Italia      | 1'48"08     | Q    |
| 2    | 1        | 5      | Luis Domínguez           | Spagna      | 1'49"10     | Q    |
| 3    | 3        | 4      | Baturalp Ünlü            | Turchia     | 1'49"64     | Q    |
| 4    | 2        | 4      | Alessio Proietti Colonna | Italia      | 1'49"94     | Q    |
| 5    | 2        | 3      | Sašo Boškan              | Slovenia    | 1'50"08     | Q    |
| 6    | 1        | 6      | Joris Bouchaut           | Francia     | 1'50"12     | Q    |
| 7    | 3        | 6      | Efe Turan                | Turchia     | 1'50"97     | Q    |
| 8    | 2        | 5      | Dimitrios Markos         | Grecia      | 1'51"10     | Q    |
| 9    | 2        | 2      | Gabriel Lopes            | Portogallo  | 1'52"37     |      |
| 10   | 2        | 6      | Tom Hug-Dreyfus          | Francia     | 1'53"40     |      |
| 11   | 1        | 4      | Mohamed Lagili           | Tunisia     | 1'53"46     |      |
| 12   | 1        | 3      | Mohamed Anisse Djaballah | Algeria     | 1'53"69     |      |
| 13   | 1        | 2      | Sofiane Achour Talet     | Algeria     | 1'53"94     |      |
| 14   | 3        | 2      | Loris Bianchi            | San Marino  | 1'54"94     |      |
| 15   | 3        | 7      | Christos Manoli          | Cipro       | 1'58"20     |      |
| 16   | 2        | 7      | Abdulhay Ashour          | Libia       | 2'03"53     |      |
| DNS  | 3        | 3      | Mario Mollà              | Spagna      | Non partito |      |

### Finale
| Pos. | Corsia | Atleta                   | Nazionalità | Tempo   | Note |
| ---- | ------ | ------------------------ | ----------- | ------- | ---- |
|      | 4      | Filippo Megli            | Italia      | 1'47"33 |      |
|      | 8      | Dimitrios Markos         | Grecia      | 1'48"11 |      |
|      | 2      | Luis Domínguez           | Spagna      | 1'48"33 |      |
| 4    | 6      | Alessio Proietti Colonna | Italia      | 1'48"61 |      |
| 5    | 3      | Baturalp Ünlü            | Turchia     | 1'49"11 |      |
| 6    | 2      | Sašo Boškan              | Slovenia    | 1'49"15 |      |
| 7    | 7      | Joris Bouchaut           | Francia     | 1'49"54 |      |
| 8    | 1      | Efe Turan                | Turchia     | 1'51"68 |      |